# Temple de Mont-de-Marsan
Le temple de Mont-de-Marsan est un lieu de culte protestant situé 8 place Joseph-Pancaut de la commune de Mont-de-Marsan, chef-lieu du département français des Landes. Inauguré le 17 mars 1870, il est rattaché à l'Église protestante unie de France.

## Histoire

### Contexte historique
Quand Martin Luther propose en 1517 à l'Église catholique de se réformer, il déclenche des bouleversements dans toute l'Europe. La reine Marguerite de Navarre, qui séjourne souvent à Mont-de-Marsan, s'intéresse à ces nouvelles idées, qui sont propagées par des prédicants. En 1560, Jeanne d'Albret se convertit au protestantisme et par l’ordonnance du 19 juillet 1561, elle impose le calvinisme dans son royaume. Dans les Landes, possession des Albret, religieux, nobles, bourgeois, artisans et paysans se convertissent. La même année, la régente Catherine de Médicis charge Blaise de Monluc d'assurer l'ordre en Guyenne. En 1562, une bande armée de huguenots, menée par Montgomery, massacre des habitants et saccage des églises de la région.
Il s'agit d'un exemple des prémices d'une longue guerre civile de 36 ans (1562-1598), qui se décompose en huit guerres de Religion. La troisième d'entre elles est éprouvante pour les Landes. Catherine de Médicis interdit le culte réformé et confisque tous les domaines de Jeanne d'Albret. Les protestants sont battus à la bataille de Jarnac et, à Bordeaux, 579 « hérétiques » sont condamnés à mort.
En 1572, année du massacre de la Saint-Barthélemy, l'église Saint-Jean-Baptiste de Benquet est gravement endommagée par une bande armée huguenote et le prêtre Jean Pescay est assassiné.

### Les origines du temple
Ces longues luttes engendrées par les guerres de Religion font basculer Mont-de-Marsan successivement dans le camp catholique et protestant. Henri III de Navarre, futur roi Henri IV, dans sa marche vers le pouvoir, s'empare définitivement de la cité montoise en 1583,. En 1598, la signature de l'édit de Nantes ramène la paix dans le royaume.
Dès le XVIe siècle, le culte protestant est célébré dans la cité montoise : un accord passé le 27 octobre 1595 entre catholiques et protestants permettent notamment à ces derniers d'utiliser une partie du château Vieux pour leurs prêches et prières (toutefois, à partir de 1627, le culte réformé n'est plus célébré, semble-t-il en ville, . En 1856, le pasteur Cabos, président du Consistoire de Nérac, se voit confier une enquête, qui conclut à la nécessité de trouver à Mont-de-Marsan un lieu de culte dédié au regard du nombre de pratiquants de la religion Réformée. Le 26 mars de cette même année, un bail est signé pour la location d'un magasin, rue Pujolin, qui remplira cette fonction. La mairie donne son accord le 18 avril.
Gustave Cambon fils, le pasteur d'Orthez, souhaite un autre lieu, fixe et entièrement consacré au culte, afin de développer l'Église protestante montoise. Il achète pour cela un terrain en 1868 pour la somme de 8 000 francs, situé place du Commerce, où un magasin a été détruit par un incendie. Le temple y est construit, notamment grâce à l'appui financier de l'Église d'Écosse, de celle de Hollande et des dons privés. Le temple, édifié dans un style néo-roman alors en vogue et d'une importance architecturale sans rapport avec la taille réelle de la communauté des fidèles de la ville, ouvre au culte le 17 mars 1870. Un article paru dans le Journal des Landes annonce qu'à cette occasion, le pasteur Frossard, de Bagnères, traite du sujet suivant : « des signes distinctifs du protestantisme évangélique ».
Louis Jourdan est le premier pasteur officiel de Mont-de-Marsan en 1892. En conséquence de la loi de séparation des Églises et de l'État en 1905, la Société Centrale d'Évangélisation (Église réformée de France) se voit attribuer la propriété du temple le 6 décembre 1906 par le Consistoire d'Orthez.

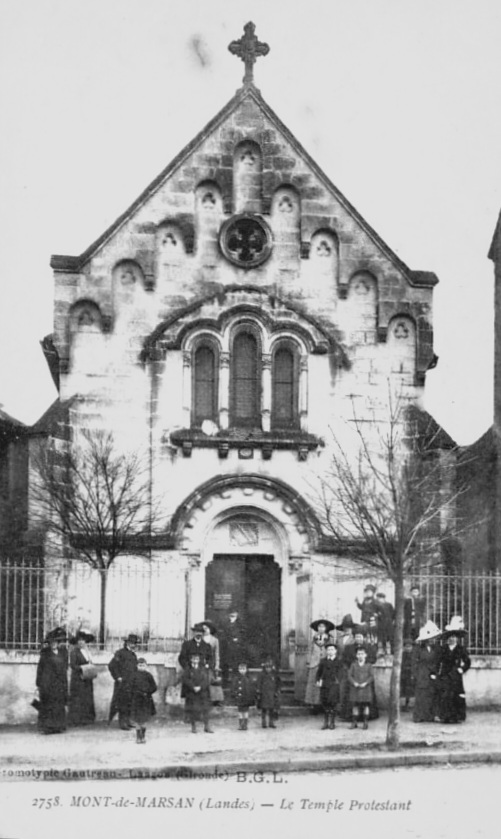
Carte postale ancienne du temple de Mont-de-Marsan

## Galerie

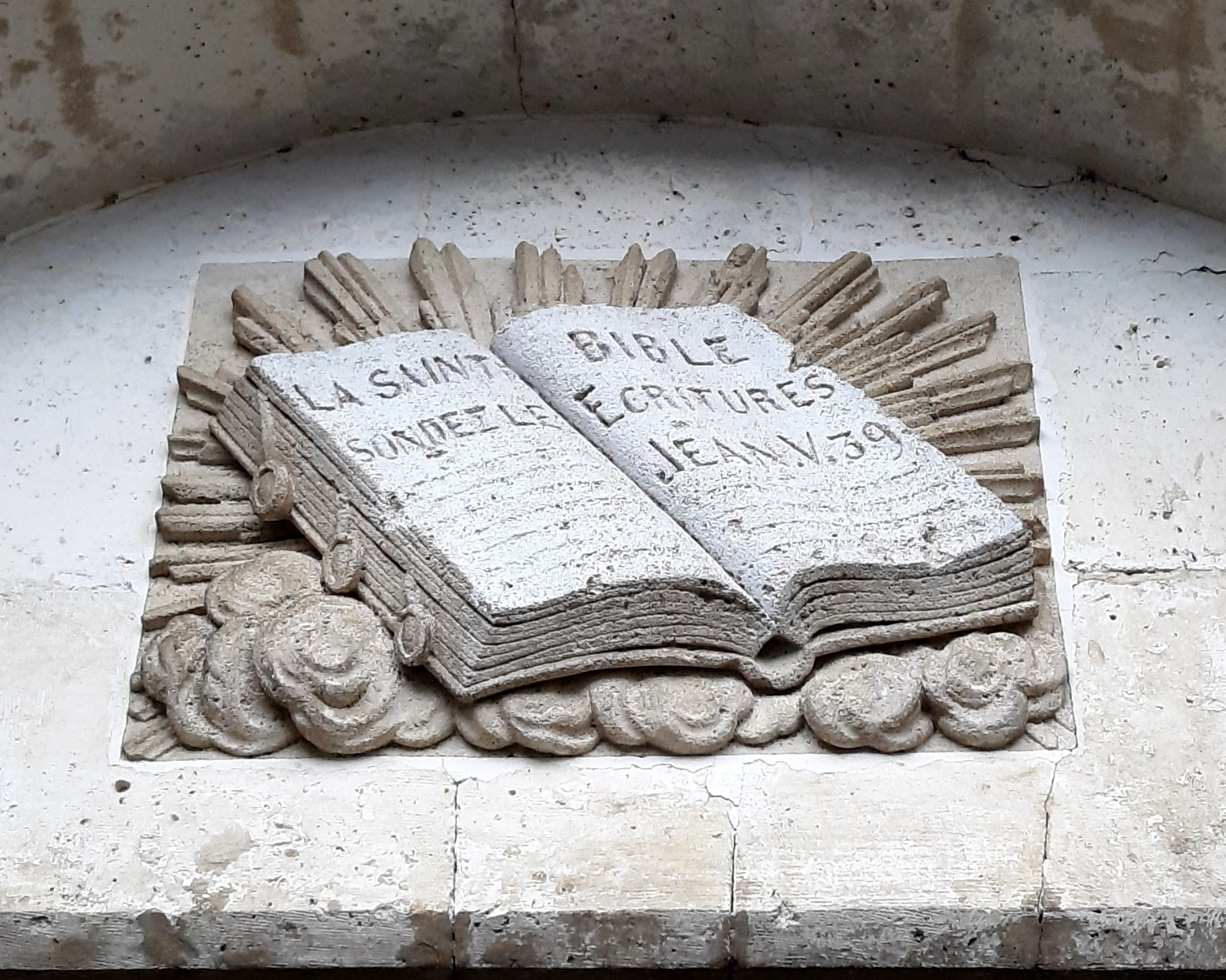
Détail de la façade du temple Mont-de-Marsan
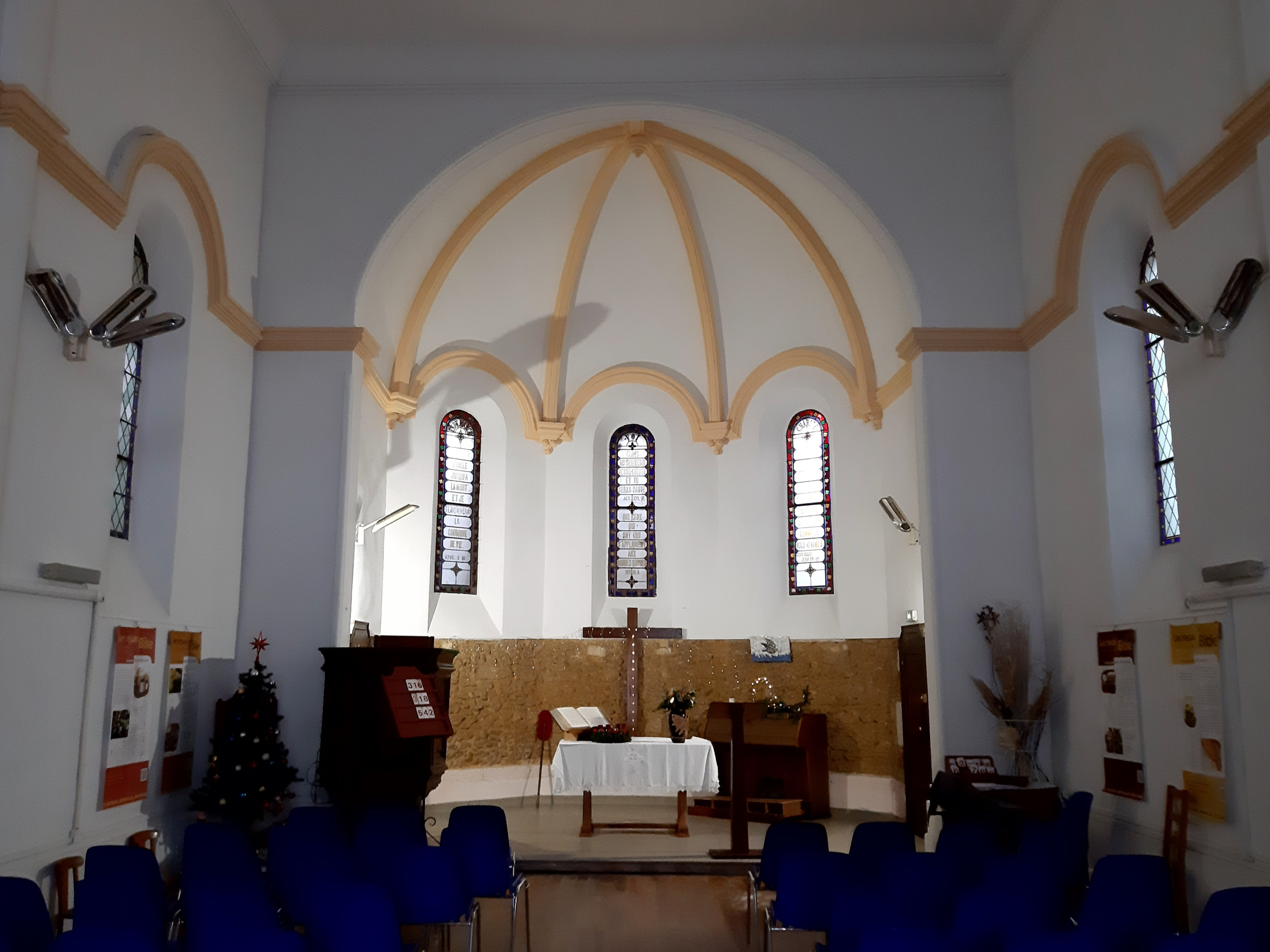
Chœur du temple

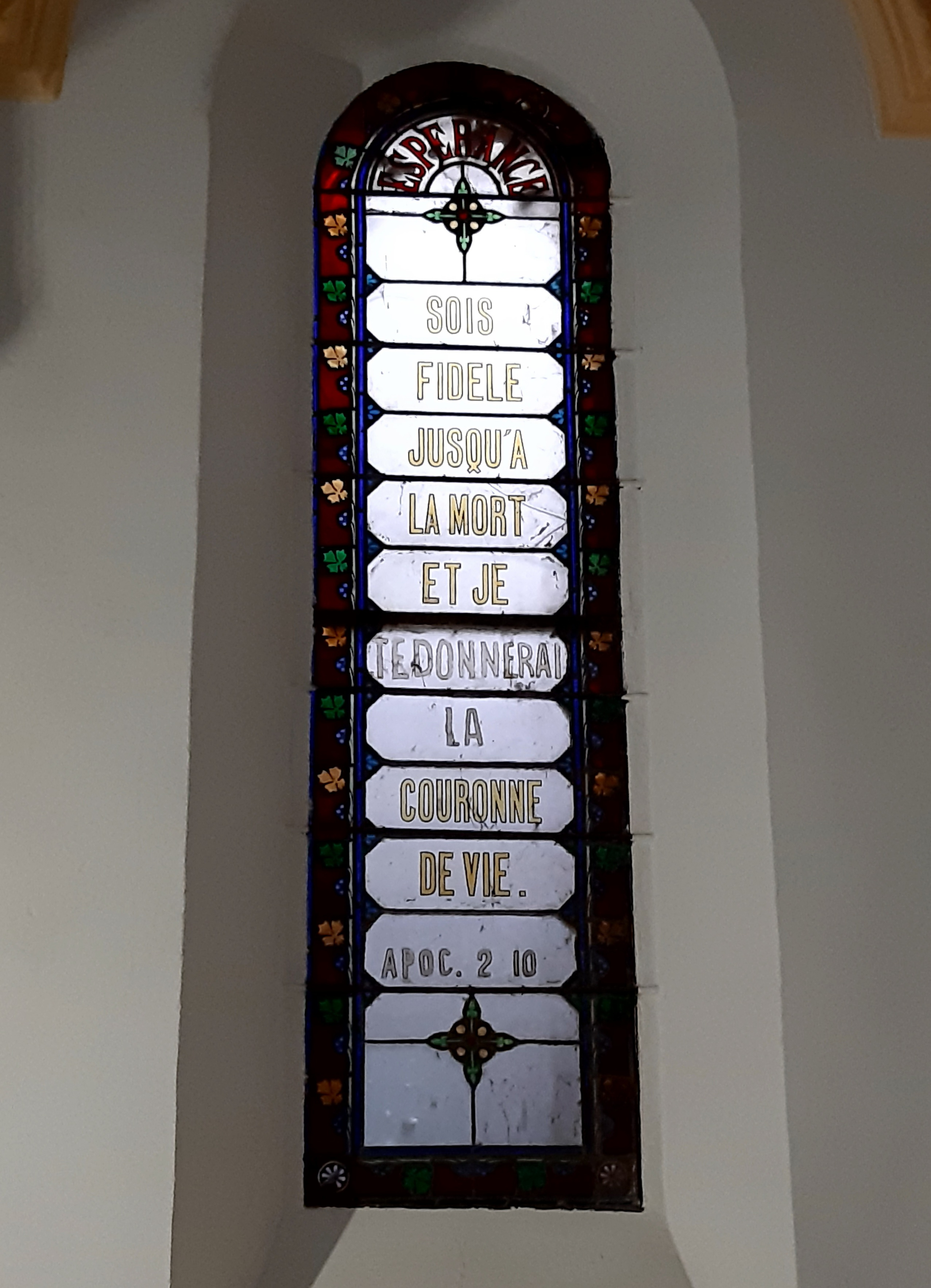
Vitraux
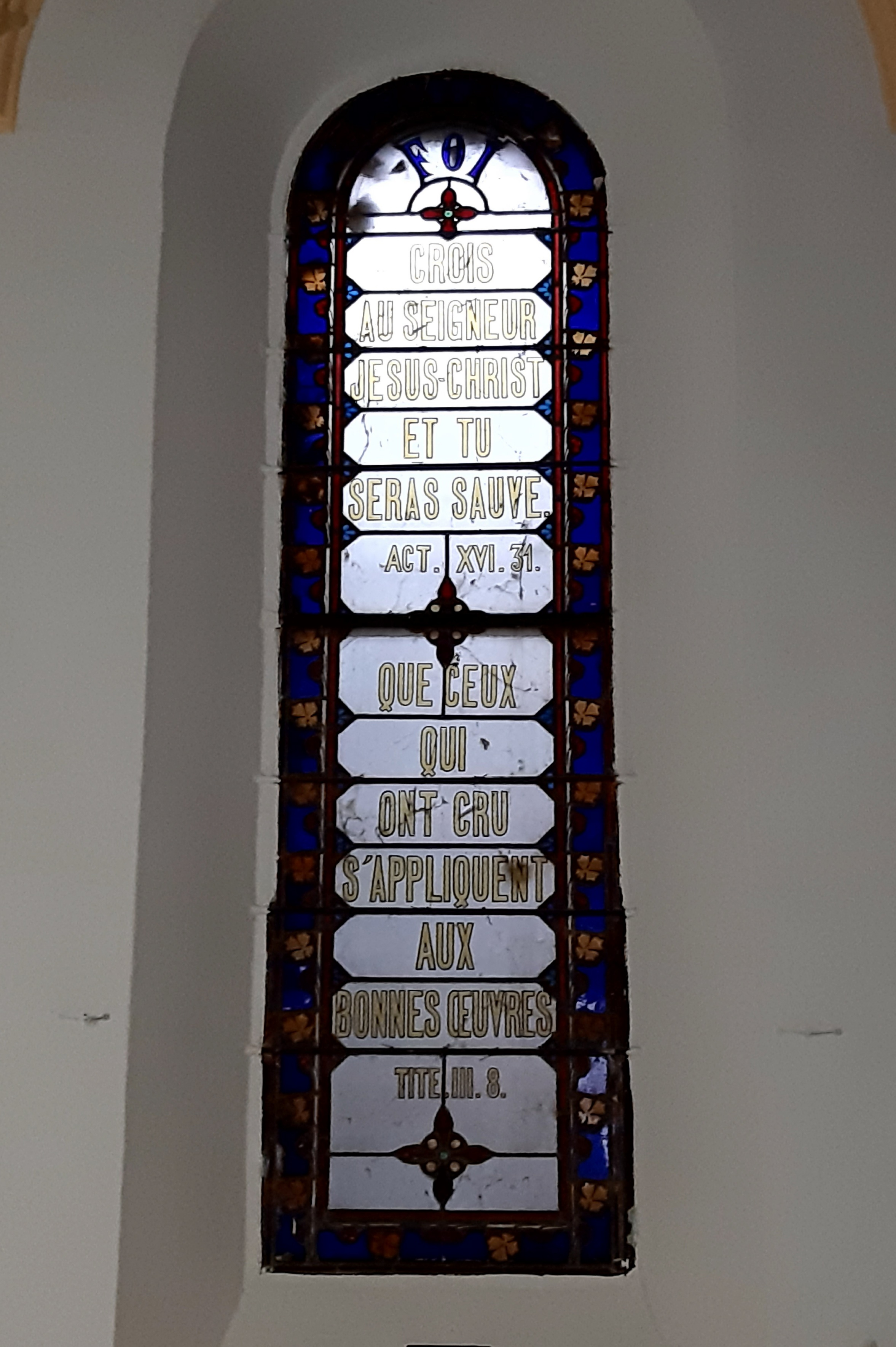
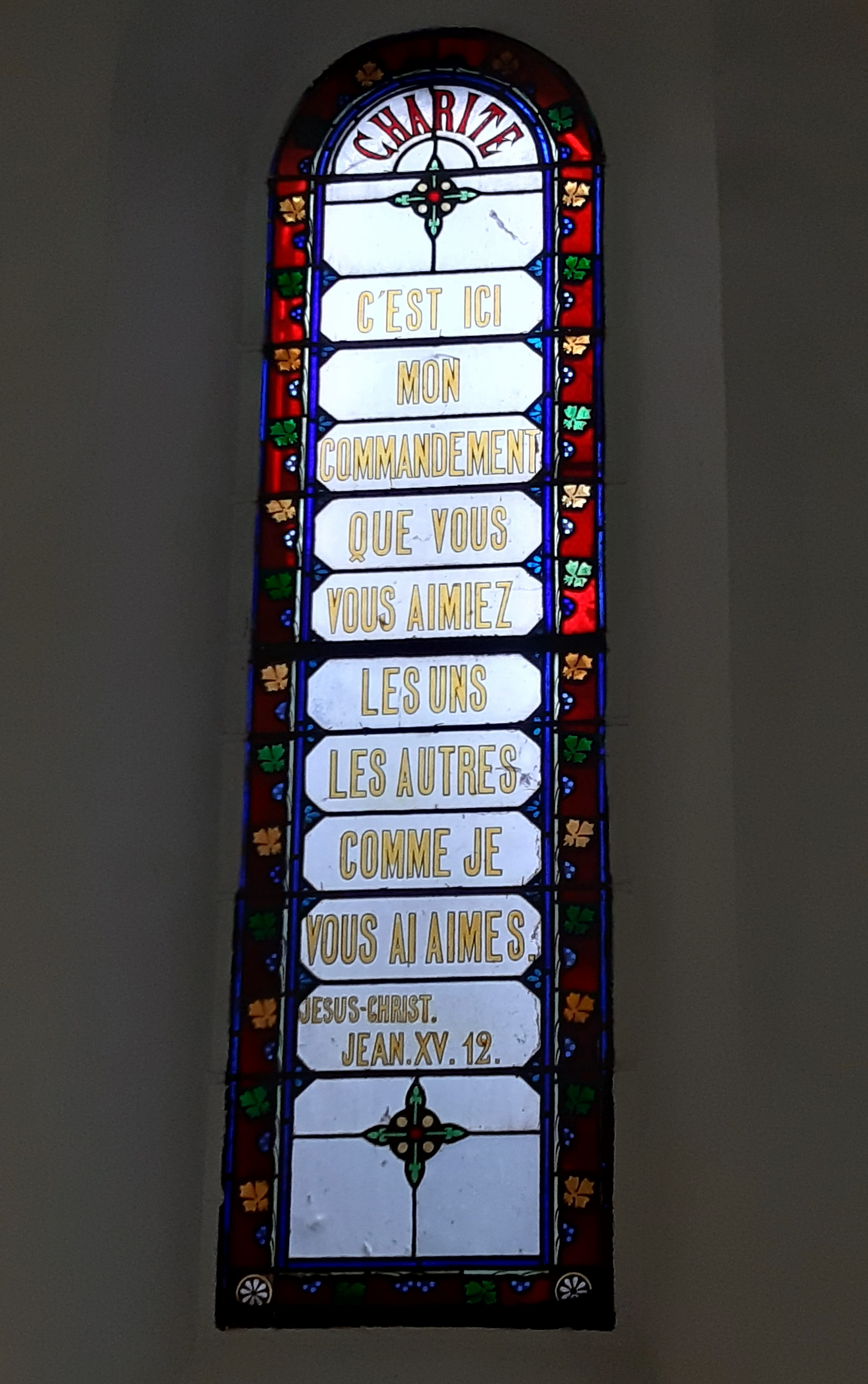